# Lista de episódios de Sonic Boom
Sonic Boom é uma série de televisão em animação computadorizada franco-americana infanto-juvenil, produzido pela OuiDo! Productions e Sega of America, Inc., em colaboração com Lagardère Thématiques e Jeunesse TV, respectivamente, para os canais Canal J e Gulli. Com base na franquia Sonic the Hedgehog, jogos criados pela Sega, a série é a quinta série animada de televisão baseado na franquia (mas o segundo a ser co-produzido na França, após Sonic Underground), e o primeiro a ser produzido em animação computadorizada e em alta definição. A série estreou no Cartoon Network nos Estados Unidos em 8 de Novembro de 2014, no Canal J e Gulli na França em 19 de novembro, enquanto no Brasil estreou em 5 de junho de 2015 no Cartoon Network Brasil, já em Portugal em 12 de setembro de 2015 na SIC e em 30 de novembro do mesmo ano na SIC K. Está disponível na Netflix em Portugal.
| Temporada | Temporada | Episódios | Exibição nos Estados Unidos | Exibição nos Estados Unidos | Exibição na França     | Exibição na França     | Exibição no Brasil                                                         | Exibição no Brasil                                                          | Exibição em Portugal                                        | Exibição em Portugal                                      |
| Temporada | Temporada | Episódios | Estreia                     | Final                       | Estreia                | Final                  | Estreia                                                                    | Final                                                                       | Estreia                                                     | Final                                                     |
| --------- | --------- | --------- | --------------------------- | --------------------------- | ---------------------- | ---------------------- | -------------------------------------------------------------------------- | --------------------------------------------------------------------------- | ----------------------------------------------------------- | --------------------------------------------------------- |
|           | 1         | 52        | 08 de novembro de 2014      | 14 de novembro de 2015      | 19 de novembro de 2014 | 20 de setembro de 2015 | 05 de junho de 2015 (Cartoon Network Brasil) 01 de julho de 2017 (Netflix) | 13 de maio de 2016 (Cartoon Network Brasil 19 de dezembro de 2024 (Netflix) | 12 de setembro de 2015 (SIC) 30 de novembro de 2015 (SIC K) | 13 de dezembro de 2015 (SIC) 5 de outubro de 2017 (SIC K) |
|           | 2         | 52        | 29 de outubro de 2016       | 11 de novembro de 2017      | 08 de abril de 2017    | 04 de outubro de 2017  | 03 de janeiro de 2018 (Cartoon Network Brasil)                             | 19 de dezembro de 2018 (Cartoon Network Brasil)                             | 01 de outubro de 2017 (SIC) 05 de outubro de 2017 (SIC K)   | 05 de janeiro de 2018 (SIC K) 15 de abril de 2018 (SIC)   |

## Episódios

### 1ª Temporada (2014–15)
| N.º geral | N.º na temp. | Título | Escrito por                                  | Exibição original                                                                           | Audiência |
| --- | ------------ | --- | -------------------------------------------- | ------------------------------------------------------------------------------------------- | --------- |
| 1 | 1            | "O Assistente (BR) O Parceiro (PT)" "The Sidekick"                                                                                         | Mark Banker e Doug Lieblich                  | 8 de novembro de 2014 19 de novembro de 2014 5 de junho de 2015 12 de setembro de 2015      | 1.15      |
| Sonic procura um novo ajudante, após Tails quase morrer durante uma missão. |              | |                                              |                                                                                             |           |
| 2 | 2            | "Morando com o Inimigo (BR) O Génio do Mal Pode Passar Uns Dias na Cabana? (PT)" "Can an Evil Genius Crash on Your Couch for a Few Days ?" | Doug Lieblich                                | 8 de novembro de 2014 19 de novembro de 2014 5 de junho de 2015 12 de setembro de 2015      | 1.15      |
| Eggman pede permissão a Sonic para ficar alguns dias em sua casa, enquanto sua base é reconstruída. |              | |                                              |                                                                                             |           |
| 3 | 3            | "Traduza Isto (BR) Traduz Lá Isto (PT)" "Translate This"                                                                                   | Dave Polsky                                  | 15 de novembro de 2014 19 de novembro de 2014 31 de julho de 2015 26 de setembro de 2015    | 1.02      |
| Tails mostra para seus amigos sua invenção mais recente: um robô que pode traduzir os pensamentos de qualquer criatura.                                                                                                 |              | |                                              |                                                                                             |           |
| 4 | 4            | "Bichinhos de Estimação (BR) Rebolas (PT)" "Buster"                                                                                        | Eric Trueheart                               | 15 de novembro de 2014 22 de novembro de 2014 7 de agosto de 2015 26 de setembro de 2015    | 1.02      |
| Quando os amigos de Sticks dizem para ela ser mais agradável com os animais, ela se apega a um cachorro-robô. |              | |                                              |                                                                                             |           |
| 5 | 5            | "Um Dia de Dama (BR) Minha Linda Sticks (PT)" "My Fair Sticksy"                                                                            | Doug Lieblich                                | 22 de novembro de 2014 19 de novembro de 2014 12 de junho de 2015 13 de setembro de 2015    | 1.12      |
| Após salvar a aldeia de uma chuva de meteoros, Sticks é convidada para a cerimônia "Awardy Award"; porém, ela diz não saber se comportar como uma dama.                                                                 |              | |                                              |                                                                                             |           |
| 6 | 6            | "Decorando o Covil (BR) A Fortaleza de Sordidez (PT)" "Fortress of Squalitude"                                                             | Mitch Watson                                 | 22 de novembro de 2014 11 de setembro de 2015 14 de novembro de 2015                        | 1.12      |
| Eggman quer decorar sua base para uma revista famosa, então pede ajuda a Amy, que, por sua vez, sente falta de prestígio no grupo de Sonic.                                                                             |              | |                                              |                                                                                             |           |
| 7 | 7            | "O Estagiário (BR) Terror a Dobrar (PT)" "Double Doomsday"                                                                                 | Mark Banker, Alan Denton e Greg Hahn         | 29 de novembro de 2014 10 de dezembro de 2014 4 de setembro de 2015 3 de outubro de 2015    | 0.89      |
| Eggman contrata um estagiário chamado Dave para ajudá-lo, mas as ambições deste são até mais perigosas que as do próprio Eggman.                                                                                        |              | |                                              |                                                                                             |           |
| 8 | 8            | "Cabeças de Ovo (BR) Egg-Clones (PT)" "Eggheads"                                                                                           | Jean-Christophe Derrien e Romain van Liemt   | 6 de dezembro de 2014 10 de dezembro de 2014 14 de agosto de 2015 27 de setembro de 2015    | 1.00      |
| Eggman faz Cookies do Mal, que transformam os amigos de Sonic em seus capangas - e tais cookies eram para o herói. |              | |                                              |                                                                                             |           |
| 9 | 9            | "A Culpa é dos Gogobas (BR) Sentimento de Culpa (PT)" "Guilt Tripping"                                                                     | Adam Beechen                                 | 17 de janeiro de 2015 17 de dezembro de 2014 21 de agosto de 2015 27 de setembro de 2015    | N/A       |
| Após Sonic e Tails salvarem uma aldeia de ladrões, os moradores obrigam os heróis a ficarem lá. |              | |                                              |                                                                                             |           |
| 10 | 10           | "Cara, Cadê Meu Chefe? (BR) Onde Se Meteu o Eggman, Meu? (PT)" "Dude, Where's My Eggman?"                                                  | Alan Denton e Greg Hahn                      | 24 de janeiro de 2015 17 de dezembro de 2014 11 de outubro de 2015 30 de outubro de 2015    | 1.10      |
| Orbot e Cubot acordam sem se lembrar do que aconteceu no dia anterior, e então descobrem que Eggman está desaparecido.                                                                                                  |              | |                                              |                                                                                             |           |
| 11 | 11           | "Vacabot (BR) Robô-Vaca (PT)" "Cowbot" | Tom Pugsley, Alan Denton e Greg Hahn         | 31 de janeiro de 2015 24 de dezembro de 2014 10 de outubro de 2015 16 de outubro de 2015    | N/A       |
| Uma vaca-robô criada por Eggman volta-se contra o próprio, e Sonic resolve ajudá-lo. |              | |                                              |                                                                                             |           |
| 12 | 12           | "O Circo Chega à Cidade (BR) O Circo do Terror (PT)" "Circus of Plunders"                                                                  | Mark Banker , Alan Denton e Greg Hahn        | 7 de fevereiro de 2015 24 de dezembro de 2014 12 de junho de 2015 13 de setembro de 2015    | 0.94      |
| Tails deixa temporariamente a equipe depois de uma invenção sua falhar - Sonic e os outros, por sua vez, vão trabalhar em um circo.                                                                                     |              | |                                              |                                                                                             |           |
| 13 | 13           | "Knuckles, o Azarado (BR) Knuckles em Maré de Azar (PT)" "Unlucky Knuckles"                                                                | Dave Polsky                                  | 14 de fevereiro de 2015 14 de janeiro de 2015 10 de julho de 2015 19 de setembro de 2015    | 1.11      |
| Quando Knuckles pega uma maré de má sorte, ele procura maneiras de fazer sua sorte melhorar. |              | |                                              |                                                                                             |           |
| 14 | 14           | "O Meteoro (BR) O Meteorito (PT)" "The Meteor"                                                                                             | Romain van Liemt e Jean-Christophe Derrien   | 21 de fevereiro de 2015 21 de janeiro de 2015 23 de outubro de 2015 11 de outubro de 2015   | 0.94      |
| Um meteoro faz com que Sonic e Eggman troquem de cérebros. |              | |                                              |                                                                                             |           |
| 15 | 15           | "Crise do Vilão de Meia-Idade (BR) Altos Voos (PT)" "Aim Low"                                                                              | Alan Denton e Greg Hahn                      | 28 de fevereiro de 2015 14 de janeiro de 2015 2 de outubro de 2015 3 de outubro de 2015     | 1.18      |
| Quando Eggman não consegue derrotar Sonic e seus amigos, ele contrata um palestrante motivacional para ajudar a derrotá-los.                                                                                            |              | |                                              |                                                                                             |           |
| 16 | 16           | "Bom em Ser Mau (BR) Como Ter Sucesso no Mal Sem Esforço (PT)" "How to Succeed in Evil Without Really Trying"                              | Dan Milano                                   | 7 de março de 2015 21 de janeiro de 2015 6 de novembro de 2015 17 de outubro de 2015        | 1.11      |
| A máquina nova de Tails destrói um pomar local e transforma-o em um gênio maligno. |              | |                                              |                                                                                             |           |
| 17 | 17           | "Não Me Julgue (BR) Não Me Julguem (PT)" "Don't Judge Me"                                                                                  | Reid Harrison                                | 14 de março de 2015 11 de fevereiro de 2015 13 de novembro de 2015 17 de outubro de 2015    | 0.87      |
| Eggman finge uma lesão no pescoço após uma batalha e processa Sonic. |              | |                                              |                                                                                             |           |
| 18 | 18           | "O Molho Especial do Dr. Eggman (BR) O Molho de Tomate do Dr. Eggman (PT)" "Dr. Eggman's Tomato Sauce"                                     | Alan Denton e Greg Hahn                      | 21 de março de 2015 11 de fevereiro de 2015 27 de novembro de 2015 18 de outubro de 2015    | 0.90      |
| Eggman faz um molho de tomate para vender na aldeia, mas Sonic e seus amigos pensam que há algo suspeito com tal molho.                                                                                                 |              | |                                              |                                                                                             |           |
| 19 | 19           | "Pés Descontrolados (BR) Energia Solar (PT)" "Sole Power"                                                                                  | Thomas Barichella                            | 28 de março de 2015 18 de fevereiro de 2015 9 de outubro de 2015 10 de outubro de 2015      | 0.90      |
| Quando a velocidade do Sonic produz um tom ensurdecedor, Eggman dá para ele um par de sapatos novo, mas os amigos de Sonic acham que é uma armadilha.                                                                   |              | |                                              |                                                                                             |           |
| 20 | 20           | "O Dia do Ouriço (BR) Um Dia Espinhoso (PT)" "Hedgehog Day"                                                                                | Joelle Sellner                               | 4 de abril de 2015 18 de fevereiro de 2015 20 de novembro de 2015 18 de outubro de 2015     | 0.86      |
| A nova máquina de Eggman provoca um ciclo de tempo infinito. |              | |                                              |                                                                                             |           |
| 21 | 21           | "Gigante de Pedra (BR) O Gigante Adormecido (PT)" "Sleeping Giant"                                                                         | Douglas Tuber e Tim Maile                    | 11 de abril de 2015 11 de março de 2015 18 de setembro de 2015 14 de novembro de 2015       | 1.02      |
| Knuckles acorda um gigante acidentalmente, e Sonic e seus amigos precisam fazê-lo adormecer novamente. |              | |                                              |                                                                                             |           |
| 22 | 22           | "O Templo da Amizade (BR) A Maldição do Templo da Amizade (PT)" "The Curse of Buddy Buddy Temple"                                          | Doug Lieblich                                | 18 de abril de 2015 11 de março de 2015 17 de julho de 2015 20 de setembro de 2015          | 0.90      |
| Sonic e Eggman não têm escolha senão cooperar um com o outro para conseguirem sair do Buddy Buddy Temple. |              | |                                              |                                                                                             |           |
| 23 | 23           | "Batalha Cibernética (BR) Vamos Jogar Todos Juntos (PT)" "Let's Play Musical Friends"                                                      | Natalys Raut-Sieuzac                         | 25 de abril de 2015 1 de abril de 2015 28 de agosto de 2015 3 de outubro de 2015            | 0.83      |
| Eggman faz amizade com um vírus chamado Nominatus, mas quando este controla equipamentos de Eggman, ele, Orbot e Cubot precisam detê-lo.                                                                                |              | |                                              |                                                                                             |           |
| 24 | 24           | "Sem Atrasos (BR) Penalização Por Atraso (PT)" "Late Fees"                                                                                 | Freddie Gutierrez                            | 2 de maio de 2015 1 de abril de 2015 10 de maio de 2017 7 de novembro de 2015               | 1.07      |
| Sonic precisa levar rápido um livro de Amy à biblioteca, ou ela será multada. |              | |                                              |                                                                                             |           |
| 25 | 25           | "A Vida na Selva (BR) Uma Aventura na Floresta (PT)" "Into the Wilderness"                                                                 | Reid Harrison                                | 9 de maio de 2015 1 de abril de 2015 29 de dezembro de 2017 8 de novembro de 2015           | 1.06      |
| Sonic e Knuckles competem contra Amy e Sticks em uma corrida pela selva. |              | |                                              |                                                                                             |           |
| 26 | 26           | "Eggman Desconectado (BR) Eggman Anti-Tecnologias (PT)" "Eggman Unplugged"                                                                 | Reid Harrison                                | 16 de maio de 2015 8 de abril de 2015 29 de dezembro de 2017 15 de novembro de 2015         | 1.00      |
| Eggman para de usar sua tecnologia depois de Sonic e seus amigos usarem-na contra ele e derrotá-lo. |              | |                                              |                                                                                             |           |
| 27 | 27           | "Restaurante da Amy (BR) O Café da Amy (PT)" "Chez Amy"                                                                                    | Reid Harrison                                | 13 de julho de 2015 8 de abril de 2015 29 de dezembro de 2017 1 de novembro de 2015         | 0.96      |
| Decidida a ensinar a Dave como tratar seus clientes, Amy decide abrir um restaurante. |              | |                                              |                                                                                             |           |
| 28 | 28           | "Velocidade Radical (BR) Azul de Inveja (PT)" "Blue with Envy"                                                                             | Doug Lieblich                                | 14 de julho de 2015 8 de abril de 2015 24 de julho de 2015 20 de setembro de 2015           | 1.24      |
| Um novato chega à aldeia e coloca a reputação de Sonic como o maior herói desta em risco. |              | |                                              |                                                                                             |           |
| 29 | 29           | "A Maldição do Alce Vesgo (BR) A Maldição do Alce Zarolho (PT)" "Curse of the Cross Eyed Moose"                                            | Natalys Raut-Sieuzac                         | 15 de julho de 2015 22 de abril de 2015 25 de setembro de 2015 3 de outubro de 2015         | 1.27      |
| Sticks acredita que ela e seus amigos estão amaldiçoados por ela ter se deparado com um alce vesgo. |              | |                                              |                                                                                             |           |
| 30 | 30           | "Em Busca da Pimenta Perfeita (BR) A Revolta das Malaguetas (PT)" "Chili Dog Day Afternoon"                                                | Reid Harrison                                | 16 de julho de 2015 22 de abril de 2015 29 de dezembro de 2017 25 de outubro de 2015        | 1.45      |
| Todos vão à procura de um pimentas fortes para um concurso de culinária. |              | |                                              |                                                                                             |           |
| 31 | 31           | "A Política da Porta Fechada (BR) / (PT)" "Closed Door Policy"                                                                             | Eric Truehart                                | 17 de julho de 2015 6 de maio de 2015 3 de julho de 2015 19 de setembro de 2015             | 1.49      |
| Quando Amy percebe que Sticks é uma acumuladora, ela faz a amiga se livrar de todo o lixo que está em sua toca - e acaba libertando um exército de sapos.                                                               |              | |                                              |                                                                                             |           |
| 32 | 32           | "Prefeito Knuckles (BR) O Presidente Knuckles (PT)" "Mayor Knuckles"                                                                       | Reid Harrison                                | 20 de julho de 2015 6 de maio de 2015 29 de dezembro de 2017 8 de novembro de 2015          | 1.26      |
| Knuckles vira prefeito por um dia, mas causa um pandemônio na aldeia. |              | |                                              |                                                                                             |           |
| 33 | 33           | "Eggman, o Diretor (BR) Eggman, o Realizador (PT)" "Eggman the Auteur"                                                                     | Sam Freiberger                               | 21 de julho de 2015 20 de maio de 2015 29 de dezembro de 2017 25 de outubro de 2015         | 1.37      |
| Eggman cria um filme a respeito de sua rivalidade com Sonic. |              | |                                              |                                                                                             |           |
| 34 | 34           | "Só Um Cara (BR) Um Rapaz Normal (PT)" "Just a Guy"                                                                                        | Alan Denton e Greg Hahn                      | 22 de julho de 2015 20 de maio de 2015 29 de dezembro de 2017 21 de novembro de 2015        | 1.12      |
| Amy faz um seminário para ajudar Sonic a ter uma atitude mais sensível, após ele chamar Mike de "apenas um cara". |              | |                                              |                                                                                             |           |
| 35 | 35           | "Muito Bom Para Ser Verdade (BR) Em Dose Dupla (PT)" "Two Good to Be True"                                                                 | Charles-Henri Moarbes                        | 23 de julho de 2015 3 de junho de 2015 29 de dezembro de 2017 1 de novembro de 2015         | 1.14      |
| Em uma dimensão alternativa, Knuckles é o líder da equipe, mas um acidente faz com que ele vá parar na dimensão real.                                                                                                   |              | |                                              |                                                                                             |           |
| 36 | 36           | "Além do Vale dos Cubots (BR) Em Busca do Vale dos Cubots (PT)" "Beyond the Valley of the Cubots"                                          | Benoit Grenier                               | 24 de julho de 2015 29 de agosto de 2015 29 de dezembro de 2017 15 de novembro de 2015      | 1.13      |
| Quando Orbot e Cubot descobrem um grupo de protótipos rejeitados do Cubot, eles procuram ajuda de Sonic e Tails para protegê-los de Eggman.                                                                             |              | |                                              |                                                                                             |           |
| 37 | 37           | "O Próximo Grande Vilão (BR) / (PT)" "Next Top Villain"                                                                                    | Reid Harrison                                | 1 de agosto de 2015 29 de agosto de 2015 29 de dezembro de 2017 28 de novembro de 2015      | 0.62      |
| Dave usa o exército de robôs de Eggman após prendê-lo em uma gaiola que este inventou. |              | |                                              |                                                                                             |           |
| 38 | 38           | "Boa Ação de Ano Novo (BR) Retribuição de Ano Novo (PT)" "New Year's Retribution"                                                          | Reid Harrison                                | 8 de agosto de 2015 3 de junho de 2015 29 de dezembro de 2017 22 de novembro de 2015        | 0.79      |
| Eggman quer derrotar Sonic pelo menos uma vez, em qualquer desafio, antes do Ano Novo. |              | |                                              |                                                                                             |           |
| 39 | 39           | "A Batalha das Boy Bands (BR) A Guerra das Bandas (PT)" "Battle of the Boy Bands"                                                          | Alan Denton e Greg Hahn                      | 15 de agosto de 2015 29 de agosto de 2015 29 de dezembro de 2017 5 de dezembro de 2015      | 0.65      |
| Sonic, Tails e Knuckles fazem uma banda de rock para derrotar um popstar chamado Justin Beaver. |              | |                                              |                                                                                             |           |
| 40 | 40           | "A Paixão do Tails (BR) A Paixoneta do Tails (PT)" "Tails' Crush"                                                                          | Reid Harrison                                | 22 de agosto de 2015 29 de agosto de 2015 29 de dezembro de 2017 29 de novembro de 2015     | 0.81      |
| Tails começa a ter uma quedinha por uma garota chamada Zooey: enquanto isso, Eggman tem problemas na estação de correios.                                                                                               |              | |                                              |                                                                                             |           |
| 41 | 41           | "Mano a Mano (BR) Confronto de Manos (PT)" "Bro-Down Showdown"                                                                             | Charles-Henri Moarbes                        | 29 de agosto de 2015 29 de dezembro de 2017 7 de novembro de 2015                           | 0.76      |
| Sonic e Knuckles estragam o sofá de Amy, e para conseguir um novo, participam de um game show de melhores amigos - mas Sonic faz dupla com Eggman e Knuckles, com Mike.                                                 |              | |                                              |                                                                                             |           |
| 42 | 42           | "A Batalha dos Estrelas (BR) Ataque ao Programa da Noite (PT)" "Late Night Wars"                                                           | Reid Harrison                                | 5 de setembro de 2015 30 de agosto de 2015 29 de dezembro de 2017 21 de novembro de 2015    | 0.72      |
| Knuckles é chamado para substituir o Primata da Comédia, mas o apresentador quer o seu programa de volta e vai pedir ajuda ao Dr.Eggman.                                                                                |              | |                                              |                                                                                             |           |
| 43 | 43           | "Ponto de Vista (BR) Incêndio Numa Oficina a Abarrotar (PT)" "Fire in a Crowded Workshop"                                                  | Natalys Raut-Sieuzac                         | 12 de setembro de 2015 30 de agosto de 2015 29 de dezembro de 2017 29 de novembro de 2015   | 0.73      |
| Sonic, Knuckles e Amy têm de explicar a Tails porque sua oficina está toda chamuscada - além de dizer quem é a garota que está com eles, com a bicicleta quebrada e o braço machucado.                                  |              | |                                              |                                                                                             |           |
| 44 | 44           | "Não Fui Eu, Foi o Ouriço Armado (BR) Não Fui Eu, Foi o Ouriço de Lata (PT)" "It Wasn't Me, It Was the One-Armed Hedgehog"                 | Reid Harrison                                | 19 de setembro de 2015 30 de agosto de 2015 29 de dezembro de 2017 24 de outubro de 2015    | 0.95      |
| Após ser acusado de roubo, Sonic vai atrás do verdadeiro culpado - e acaba descobrindo que é sua cópia de aço, Metal Sonic.                                                                                             |              | |                                              |                                                                                             |           |
| 45 | 45           | "A Batalha dos Inventores (BR) Grande Combate de Robôs (PT)" "Robot Battle Royale"                                                         | Romain Van Liemt                             | 26 de setembro de 2015 31 de agosto de 2015 29 de dezembro de 2017 24 de outubro de 2015    | 0.87      |
| Boa parte dos moradores da aldeia se inscreve para um torneio de luta de robôs. |              | |                                              |                                                                                             |           |
| 46 | 46           | "Proibido Para Robôs (BR) Não Permitido a Robôs (PT)" "No Robots Allowed"                                                                  | Sam Freiberger, Phaea Crede e Justin Shatraw | 3 de outubro de 2015 30 de agosto de 2015 29 de dezembro de 2017 6 de dezembro de 2015      | 0.61      |
| Uma onda de calor castiga toda a aldeia: então, Eggman manda construir alguns painéis solares em seu covil para aproveitar a energia do Sol, mas isso sobrecarrega seus robôs e o ameaça de ser despejado de seu covil. |              | |                                              |                                                                                             |           |
| 47 | 47           | "Filhotinhos Fofinhos (BR) Amigo dos Cachorros Fofinhos (PT)" "Fuzzy Puppy Buddies"                                                        | Reid Harrison                                | 10 de outubro de 2015 31 de agosto de 2015 29 de dezembro de 2017 28 de novembro de 2015    | 0.73      |
| Amy joga um jogo onde as peças jogáveis representam cães fofos, e descobre que Eggman também gosta do tal jogo. |              | |                                              |                                                                                             |           |
| 48 | 48           | "Herói da Vez (BR) Heróis de Serviço (PT)" "Designated Heroes"                                                                             | Reid Harrison                                | 17 de outubro de 2015 6 de setembro de 2015 29 de dezembro de 2017 13 de dezembro de 2015   | 0.72      |
| Eggman quer enganar Sonic e seus amigos, fazendo-os enfrentá-lo um de cada vez. |              | |                                              |                                                                                             |           |
| 49 | 49           | "Bons Exemplos (BR) Cidadãos Exemplares (PT)" "Role Models"                                                                                | Reid Harrison                                | 24 de outubro de 2015 5 de setembro de 2015 29 de dezembro de 2017 22 de novembro de 2015   | 0.71      |
| Um psicanalista obriga Sonic e seus amigos a mudar o seu comportamento, a fim de dar um melhor exemplo para as crianças da aldeia.                                                                                      |              | |                                              |                                                                                             |           |
| 50 | 50           | "Um Dia de Chuva (BR) Síndrome da Cabana (PT)" "Cabin Fever"                                                                               | Reid Harrison                                | 31 de outubro de 2015 31 de agosto de 2015 29 de dezembro de 2017 5 de dezembro de 2015     | 0.61      |
| Amy quer entreter seus amigos em sua casa, enquanto todos esperam a tempestade passar. |              | |                                              |                                                                                             |           |
| 51 | 51           | "Um Pedido de Desculpas (BR) Contraproducente (PT)" "Counter Productive"                                                                   | Benoit Grenier                               | 7 de novembro de 2015 20 de setembro de 2015 29 de dezembro de 2017 6 de dezembro de 2015   | 0.83      |
| Knuckles tenta ser útil a um morador da aldeia chamado Charlie, mas só faz besteira e arruma uma briga feia com ele. |              | |                                              |                                                                                             |           |
| 52 | 52           | "Ouriço Contra Ouriço (BR) É Preciso uma Aldeia para Derrotar um Ouriço (PT)" "It Takes a Village to Defeat a Hedgehog"                    | Alan Denton e Greg Hahn                      | 14 de novembro de 2015 20 de setembro de 2015 29 de dezembro de 2017 13 de dezembro de 2015 | 0.69      |
| Sem ideias, Eggman chama metade da aldeia (Dave, Barker, etc.) para ajudá-lo a bolar um plano para derrotar Sonic e seus amigos, e também recruta a ajuda de Shadow, um ouriço criado pelo avô do Doutor Eggman.        |              | |                                              |                                                                                             |           |

### 2ª Temporada (2016–17)
| Episódio (série) | Episódio (temp.) | Título | Escrito por                                 | Exibição original                                                                     | Audiência (em milhões) |
| --- | ---------------- | --- | ------------------------------------------- | ------------------------------------------------------------------------------------- | ---------------------- |
| 53 | 1                | "Tommy Thunder: método de ator (BR) Tommy Thunder: Método de Ator (PT)" "Tommy Thunder: Method Actor"                                                       | Alan Denton & Greg Hahn                     | 29 de outubro de 2016 8 de abril de 2017 3 de janeiro de 2018 1 de outubro de 2017    | 0.56                   |
| Um ator internacional chamado Tommy Thunder chega à aldeia com toda uma pose de herói, mas Sonic logo quer mostrar-lhe quem é o herói de verdade. |                  | |                                             |                                                                                       |                        |
| 54 | 2                | "Espaçarmagedoncalipse (BR) Apocalipse do Space-ageddon (PT)" "Spacemageddonocalypse"                                                                       | Joelle Sellner                              | 19 de novembro de 2016 8 de abril de 2017 10 de janeiro de 2018 7 de outubro de 2017  | 0.18                   |
| Um meteoro está em rota de colisão com a Terra e Sonic deve encontrar uma maneira de pará-lo. |                  | |                                             |                                                                                       |                        |
| 55 | 3                | "Trabalho de louca (BR) Carga de Trabalhos (PT)" "Nutwork"                                                                                                  | Sam Freiberger                              | 26 de novembro de 2016 8 de abril de 2017 17 de janeiro de 2018 8 de outubro de 2017  | 0.11                   |
| Sticks tenta chamar a atenção de toda a aldeia para a falta de água. |                  | |                                             |                                                                                       |                        |
| 56 | 4                | "Sozinho, de novo (BR) Sozinho de Novo, Caricatamente (PT)" "Alone Again, Unnaturally"                                                                      | Benoit Grenier                              | 3 de dezembro de 2016 8 de abril de 2017 24 de janeiro de 2018 11 de outubro de 2017  | 0.09                   |
| Sonic experimenta um amplificador de velocidade criado por Tails, mas o experimento o separa de seus amigos, deixando-os em diferentes espaços-tempo.                                                                                                 |                  | |                                             |                                                                                       |                        |
| 57 | 5                | "O maior admirador (BR) O Maior Admirador (PT)" "The Biggest Fan"                                                                                           | Doug Lieblich                               | 10 de dezembro de 2016 8 de abril de 2017 31 de janeiro de 2018 12 de outubro de 2017 | 0.15                   |
| Sonic conhece um rapaz chamado Mark, que se declara seu maior fã, mas logo as coisas saem do controle. |                  | |                                             |                                                                                       |                        |
| 58 | 6                | "Tudo o que você faz, eu posso fazer muito pior (BR) O Que Quer Que Faças, Eu Faço Pior (PT)" "Anything You Can Do, I Can Do Worse-er"                      | Ian Flynn                                   | 17 de dezembro de 2016 8 de abril de 2017 TBA 16 de outubro de 2017                   | 0.19                   |
| Sonic desafia Tails a capturá-lo com uma armadilha, e o pequeno gênio aceita, certo de sua inteligência e de que aprendeu o bastante com os erros de Eggman.                                                                                          |                  | |                                             |                                                                                       |                        |
| 59 | 7                | "Medo de água (BR) Sinto Daqui o Medo do Sonic (PT)" "I Can Sea Sonic's Fear from Here"                                                                     | Natalys Raut-Sieuzac                        | 24 de dezembro de 2016 8 de abril de 2017 TBA 17 de outubro de 2017                   | 0.11                   |
| Eggman decide combater Sonic embaixo d'água, já que o herói ainda sofre de hidrofobia. |                  | |                                             |                                                                                       |                        |
| 60 | 8                | "À meia-noite (BR) Ao Cair da Noite (PT)" "In the Midnight Hour"                                                                                            | Paul Shriver                                | 31 de dezembro de 2016 8 de abril de 2017 TBA 18 de outubro de 2017                   | 0.12                   |
| Sticks vê uma misteriosa figura hipnotizando todo mundo via TV, mas seus amigos acham que ela só está paranóica. |                  | |                                             |                                                                                       |                        |
| 61 | 9                | "Vários Tails (BR) Muitos Tails (PT)" "Multi-Tails" | Marine & Cedric Lachenaud                   | 7 de janeiro de 2017 8 de abril de 2017 TBA 19 de outubro de 2017                     | 0.14                   |
| Tails faz uma máquina que o multiplica. |                  | |                                             |                                                                                       |                        |
| 62 | 10               | "Greve! (BR) / (PT)" "Strike!" | Marie Beardmore                             | 14 de janeiro de 2017 8 de abril de 2017 TBA 23 de outubro de 2017                    | 0.11                   |
| Orbot e Cubot decidem fazer greve contra Eggman, em razão dos maus-tratos e humilhações; logo todos os robôs - e até Amy - se juntam a eles. |                  | |                                             |                                                                                       |                        |
| 63 | 11               | "O malvado Dr. Orbot (BR) O Malvado Dr. Orbot (PT)" "The Evil Dr. Orbot"                                                                                    | Benoit Grenier                              | 21 de janeiro de 2017 8 de abril de 2017 TBA 24 de outubro de 2017                    | 0.14                   |
| Eggman é reprovado em um teste. Mas Orbot também o faz e acaba sendo aprovado e, com isso, ele assume o lugar de Eggman. |                  | |                                             |                                                                                       |                        |
| 64 | 12               | "Amnésia (BR) Truz Truz! Quem é? (PT)" "Knuck Knuck! Who's Here?"                                                                                           | Natalys Raut-Sieuzac                        | 28 de janeiro de 2017 8 de abril de 2017 TBA 25 de outubro de 2017                    | 0.14                   |
| Knuckles se sente sozinho por ser o último de sua espécie, então começa a procurar por uma família. |                  | |                                             |                                                                                       |                        |
| 65 | 13               | "Eu, robô (BR) O Fato Mecânico (PT)" "Mech Suits Me" | Alan Denton & Greg Hahn                     | 4 de fevereiro de 2017 8 de abril de 2017 TBA 26 de outubro de 2017                   | 0.13                   |
| Sonic e seus amigos acham um uniforme especial dentro de uma caverna e Sonic o usa, mas ele logo começa a agir de forma hostil. |                  | |                                             |                                                                                       |                        |
| 66 | 14               | "Inimigo-Bot (BR) O Monstro Que Virou Amigo (PT)" "FiendBot"                                                                                                | Alan Denton & Greg Hahn                     | 11 de fevereiro de 2017 8 de abril de 2017 TBA 30 de outubro de 2017                  | 0.15                   |
| Eggman faz um novo robô para eliminar Sonic, mas este age de uma forma totalmente diferente. |                  | |                                             |                                                                                       |                        |
| 67 | 15               | "Og na superfície (BR) Og-Meu (PT)" "Og Man Out" | Ian Flynn                                   | 18 de fevereiro de 2017 8 de abril de 2017 TBA 31 de outubro de 2017                  | 0.13                   |
| Um dos sapos do porão de Sticks aparece na aldeia, e o grupo não sabe o que fazer com ele - com exceção de Sticks. |                  | |                                             |                                                                                       |                        |
| 68 | 16               | "Knuckles quer uma casa (BR) Knuckles das Nove às Cinco (PT)" "Knine-to-Five Knuckles"                                                                      | Benoit Grenier                              | 25 de fevereiro de 2017 9 de abril de 2017 TBA 2 de novembro de 2017                  | 0.16                   |
| Knuckles ganha um abajur, mas não tem uma casa para poder usá-lo. Então, ele compra um barraco de Barker, mas começa a ser extorquido por ele. |                  | |                                             |                                                                                       |                        |
| 69 | 17               | "Blecaute (BR) Apagão (PT)" "Blackout" | Natalys Raut-Sieuzac                        | 4 de março de 2017 9 de abril de 2017 TBA 6 de novembro de 2017                       | 0.18                   |
| Quando a fonte de energia elétrica da aldeia, o Cristal Meroke, chega ao fim de sua vida útil, Sonic e seus amigos precisam de encontrar um novo. |                  | |                                             |                                                                                       |                        |
| 70 | 18               | "O novo nome da cidade (BR) Episódio Sem Nome (PT)" "Unnamed Episode"                                                                                       | Benoit Grenier                              | 11 de março de 2017 9 de abril de 2017 TBA 7 de novembro de 2017                      | 0.09                   |
| Todos os aldeões começam a olhar mal para Sticks após descobrirem que o antigo nome da aldeia era de um ancestral dela, que era um vilão. |                  | |                                             |                                                                                       |                        |
| 71 | 19               | "Empregados robôs (BR) Empregados-Robô (PT)" "Robot Employees"                                                                                              | Anne Baraou                                 | 18 de março de 2017 9 de abril de 2017 TBA 9 de novembro de 2017                      | 0.18                   |
| Eggman faz robôs trabalhadores para o Meh Burger, mas logo as coisas saem do controle. |                  | |                                             |                                                                                       |                        |
| 72 | 20               | "Robô de estimação (BR) Deem-lhe uma Oportunidade (PT)" "Give Bees a Chance"                                                                                | Cindy Robinson                              | 25 de março de 2017 9 de abril de 2017 TBA 22 de novembro de 2017                     | 0.08                   |
| Amy adota um dos robôs-abelha de Eggman. |                  | |                                             |                                                                                       |                        |
| 73 | 21               | "Mombot" | Joelle Sellner                              | 1 de abril de 2017 1 de maio de 2017 TBA 27 de novembro de 2017                       | 0.14                   |
| Eggman faz um robô para ser sua "mãe", mas ela começa a ser a típica mãe controladora. |                  | |                                             |                                                                                       |                        |
| 74 | 22               | "A criatura (BR)" "Muckfoot" | Kevin Burke & Chris "Doc" Wyatt             | 8 de abril de 2017 1 de maio de 2017 TBA 4 de dezembro de 2017                        | 0.13                   |
| 75 | 23               | "Nominatus está de volta (BR) Revolta do Nominatus (PT)" "Nominatus Rising"                                                                                 | Natalys Raut-Sieuzac                        | 15 de abril de 2017 9 de abril de 2017 TBA 23 de novembro de 2017                     | 0.13                   |
| 76 | 24               | "O irmão de Eggman (BR) O Irmão do Eggman (PT)" "Eggman's Brother"                                                                                          | Marine & Cedric Lachenaud                   | 22 de abril de 2017 9 de abril de 2017 TBA 8 de novembro de 2017                      | 0.17                   |
| 77 | 25               | "Não perturbe (BR) Não Incomodar (PT)" "Do Not Disturb" | Peter Saisselin                             | 29 de abril de 2017 1 de maio de 2017 TBA 28 de novembro de 2017                      | 0.10                   |
| 78 | 26               | "Robôs do céu - Parte 1 (BR) Robôs Caídos do Céu: Parte 1 (PT)" "Robots from the Sky: Part 1"                                                               | Alan Denton & Greg Hahn and Bill Freiberger | 6 de maio de 2017 9 de abril de 2017 TBA 13 de novembro de 2017                       | 0.10                   |
| Dois robôs chamados Mighton e Bolt aparecem na aldeia, e, ao verem Sonic e seus amigos destruindo os robôs de Eggman, eles pensam que Sonic e seus amigos são vilões.                                                                                 |                  | |                                             |                                                                                       |                        |
| 79 | 27               | "Robôs do céu - Parte 2 (BR) Robôs Caídos do Céu: Parte 2 (PT)" "Robots from the Sky: Part 2"                                                               | Alan Denton & Greg Hahn and Bill Freiberger | 13 de maio de 2017 9 de abril de 2017 TBA 14 de novembro de 2017                      | 0.13                   |
| Sonic e Tails vão até a Cidade dos Céus para descobrir uma maneira de parar os robôs. |                  | |                                             |                                                                                       |                        |
| 80 | 28               | "Robôs do céu - Parte 3 (BR) Robôs Caídos do Céu: Parte 3 (PT)" "Robots from the Sky: Part 3"                                                               | Alan Denton & Greg Hahn and Bill Freiberger | 20 de maio de 2017 9 de abril de 2017 TBA 15 de novembro de 2017                      | 0.07                   |
| Sonic e Tails descobrem que a Cidade dos Céus está sob controle de robôs malignos, e isso pode ser culpa de Tails. |                  | |                                             |                                                                                       |                        |
| 81 | 29               | "Robôs do céu - Parte 4 (BR) Robôs Caídos dos Céus: Parte 4 (PT)" "Robots from the Sky: Part 4"                                                             | Alan Denton & Greg Hahn and Bill Freiberger | 27 de maio de 2017 9 de abril de 2017 TBA 16 de novembro de 2017                      | 0.15                   |
| 82 | 30               | "Pequeno problema (BR) A Saltitar de Problemas (PT)" "Flea-ing from Trouble"                                                                                | Marie Beardmore                             | 3 de junho de 2017 23 de abril de 2017 TBA 30 de novembro de 2017                     | TBA                    |
| 83 | 31               | "O jogo de boliche (BR) Jogadores Trovão (PT)" "Lightning Bowler Society"                                                                                   | Peter Saisselin                             | 10 de junho de 2017 23 de abril de 2017 TBA 14 de dezembro de 2017                    | TBA                    |
| 84 | 32               | "Em turnê (BR) Avião, Comboio e Machi-Móvel (PT)" "Planes, Trains and Dude-Mobiles"                                                                         | Alan Denton & Greg Hahn                     | 17 de junho de 2017 3 de setembro de 2017 TBA 7 de dezembro de 2017                   | TBA                    |
| 85 | 33               | "Fim de semana das meninas (BR) O Fim de Semana da Sticks e da Amy (PT)" "Sticks and Amy's Excellent Staycation"                                            | Alan Denton & Greg Hahn                     | 24 de junho de 2017 3 de setembro de 2017 TBA 11 de dezembro de 2017                  | TBA                    |
| 86 | 34               | "Resort de lixo (BR) Hotel de Loucos (PT)" "Inn Sanity" | Sam Freiberger                              | 1 de julho de 2017 18 de abril de 2017 TBA 20 de novembro de 2017                     | TBA                    |
| 87 | 35               | "Senhor Eggman (BR) / (PT)" "Mister Eggman" | Sam Freiberger                              | 8 de julho de 2017 3 de setembro de 2017 TBA 20 de dezembro de 2017                   | TBA                    |
| 88 | 36               | "Fantasmas não existem (BR) O Covil Assombrado (PT)" "The Haunted Lair"                                                                                     | Sandrine Joly                               | 15 de julho de 2017 3 de setembro de 2017 TBA 13 de dezembro de 2017                  | TBA                    |
| 89 | 37               | "Em busca do cristal (BR) Regresso ao Templo Perdido da Amizade (PT)" "Return of the Buddy Buddy Temple of Doom"                                            | Sam Freiberger                              | 22 de julho de 2017 2 de setembro de 2017 TBA 5 de dezembro de 2017                   | TBA                    |
| Sem poder usar seu novo traje mecânico, Eggman convence os Sapos do Porão para forçar os gogobas a minerar um cristal que pode dar a força necessária à sua nova invenção.                                                                            |                  | |                                             |                                                                                       |                        |
| 90 | 38               | "O raio antigravidade de Eggman (BR) O Feixe Antigravitacional do Eggman (PT)" "Eggman's Anti Gravity Ray"                                                  | Marie Beardmore                             | 29 de julho de 2017 3 de setembro de 2017 TBA 12 de dezembro de 2017                  | TBA                    |
| 91 | 39               | "Victória (BR) Vitória (PT)" "Victory" | Sam Freiberger                              | 5 de agosto de 2017 28 de setembro de 2017 TBA 2 de janeiro de 2018                   | TBA                    |
| Para salvar o centro de recreação da aldeia, Sonic desafia Eggman para uma partida de futebol. |                  | |                                             |                                                                                       |                        |
| 92 | 40               | "Os três e o bebê (BR) Três Homens e o Meu Bebé! (PT)" "Three Men and My Baby!"                                                                             | Evan Stanley                                | 12 de agosto de 2017 26 de setembro de 2017 TBA 27 de dezembro de 2017                | TBA                    |
| 93 | 41               | "Cadê o Sonic? (BR) Para Onde Foram Todos Os Sonics? (PT)" "Where Have All The Sonics Gone?"                                                                | Marine & Cedric Lachenaud                   | 19 de agosto de 2017 25 de setembro de 2017 TBA 21 de dezembro de 2017                | TBA                    |
| Morpho manda Sonic para uma dimensão onde ele nunca existiu, e ele precisará da ajuda dos locais para voltar para casa. |                  | |                                             |                                                                                       |                        |
| 94 | 42               | "Corrida de carros (BR) Se O Construíres, Eles Competem (PT)" "If You Build It They Will Race"                                                              | Jake James                                  | 26 de agosto de 2017 15 de setembro de 2017 TBA 29 de novembro de 2017                | TBA                    |
| Sonic, Tails, Knuckles, Amy e Sticks desenvolvem seus próprios carros de corrida, e querem tirar a prova de qual - e quem - é o melhor. |                  | |                                             |                                                                                       |                        |
| 95 | 43               | "Solicitação de amizade (BR) Corrente Eletrónica (PT)" "Chain Letter"                                                                                       | Peter Saisselin                             | 2 de setembro de 2017 27 de setembro de 2017 TBA 28 de dezembro de 2017               | TBA                    |
| Sonic concorda em se tornar o novo amigo de Eggman nas redes sociais - uma gentileza da qual ele certamente se arrependerá. |                  | |                                             |                                                                                       |                        |
| 96 | 44               | "Detetive Vector (BR) Vector, o Detetor (PT)" "Vector Detector"                                                                                             | Reid Harrison                               | 9 de setembro de 2017 19 de setembro de 2017 TBA 6 de dezembro de 2017                | TBA                    |
| 97 | 45               | "Três minutos ou menos (BR) / (PT)" "Three Minutes or Less"                                                                                                 | Freddie Gutierrez                           | 30 de setembro de 2017 18 de abril de 2017 TBA 21 de novembro de 2017                 | TBA                    |
| 98 | 46               | "Presos com o inimigo (BR) Covil Em Isolamento (PT)" "Lair On Lockdown"                                                                                     | Francoise Gralewski                         | 7 de outubro de 2017 22 de setembro de 2017 TBA 19 de dezembro de 2017                | TBA                    |
| 99 | 47               | "Dois em um (BR) Pague Dois, Leve Um (PT)" "You and I Bee-come One"                                                                                         | Benoit Grenier                              | 14 de outubro de 2017 25 de setembro de 2017 TBA 30 de dezembro de 2017               | TBA                    |
| 100 | 48               | "Não me deixe nervoso (BR) Não Me Irrites (PT)" "Don't Make Me Angry"                                                                                       | Benoit Grenier                              | 21 de outubro de 2017 28 de setembro de 2017 TBA 26 de dezembro de 2017               | TBA                    |
| 101 | 49               | "Férias em família (BR) As Férias Em Família do Eggman (PT)" "Eggman Family Vacation"                                                                       | Reid Harrison                               | 28 de outubro de 2017 4 de outubro de 2017 TBA 29 de dezembro de 2017                 | TBA                    |
| 102 | 50               | "Retorno ao vale dos cubots (BR) O Regresso ao Vale dos Cubots (PT)" "Return to Beyond the Valley of the Cubots"                                            | Ken Pontac e Warren Graff                   | 4 de novembro de 2017 4 de outubro de 2017 TBA 3 de janeiro de 2018                   | TBA                    |
| 103 | 51               | "Eggman: o videogame - Parte 1 (BR) Eggman: O Jogo de Vídeo - Parte 1 (PT)" "Eggman: The Video Game - Part 1"                                               | Jean-Christophe Derrien                     | 11 de novembro de 2017 29 de setembro de 2017 TBA 4 de janeiro de 2018                | TBA                    |
| Eggman cria um novo jogo de video game e, para deixá-lo mais realista e entusiasmante, ele incita Shadow contra Sonic e seus amigos. |                  | |                                             |                                                                                       |                        |
| 104 | 52               | "Eggman: o videogame - Parte 2: O fim do mundo (BR) O Jogo de Vídeo - Parte 2: O Fim do Mundo (PT)" "Eggman: The Video Game - Part 2: The End of the World" | Natalys Raut-Sieuzac                        | 18 de novembro de 2017 29 de setembro de 2017 TBA 5 de janeiro de 2018                | TBA                    |
| Tendo de lidar com a fúria de Shadow, Eggman troca de lugar com seu homólogo da dimensão onde Sonic não existe. Agora Sonic deve lidar com os dois Eggmans, além de Shadow e Metal Sonic antes que as duas dimensões colapsem e isso destrua o mundo. |                  | |                                             |                                                                                       |                        |